# Košín
Košín (deutsch Koschin) ist eine Gemeinde im Okres Tábor, Tschechien. Sie liegt in 460 m ü. M. fünf Kilometer nördlich des Stadtzentrums von Tábor. Die Fläche der Gemeinde beträgt 1,92 km².

## Geschichte
Die erste urkundliche Erwähnung des Ortes entstammt dem Jahr 1379.

## Ortsgliederung
Die Gemeinde Košín besteht aus einem Ortsteil. Das Gemeindegebiet gliedert sich in den Katastralbezirk Košín.

## Galerie

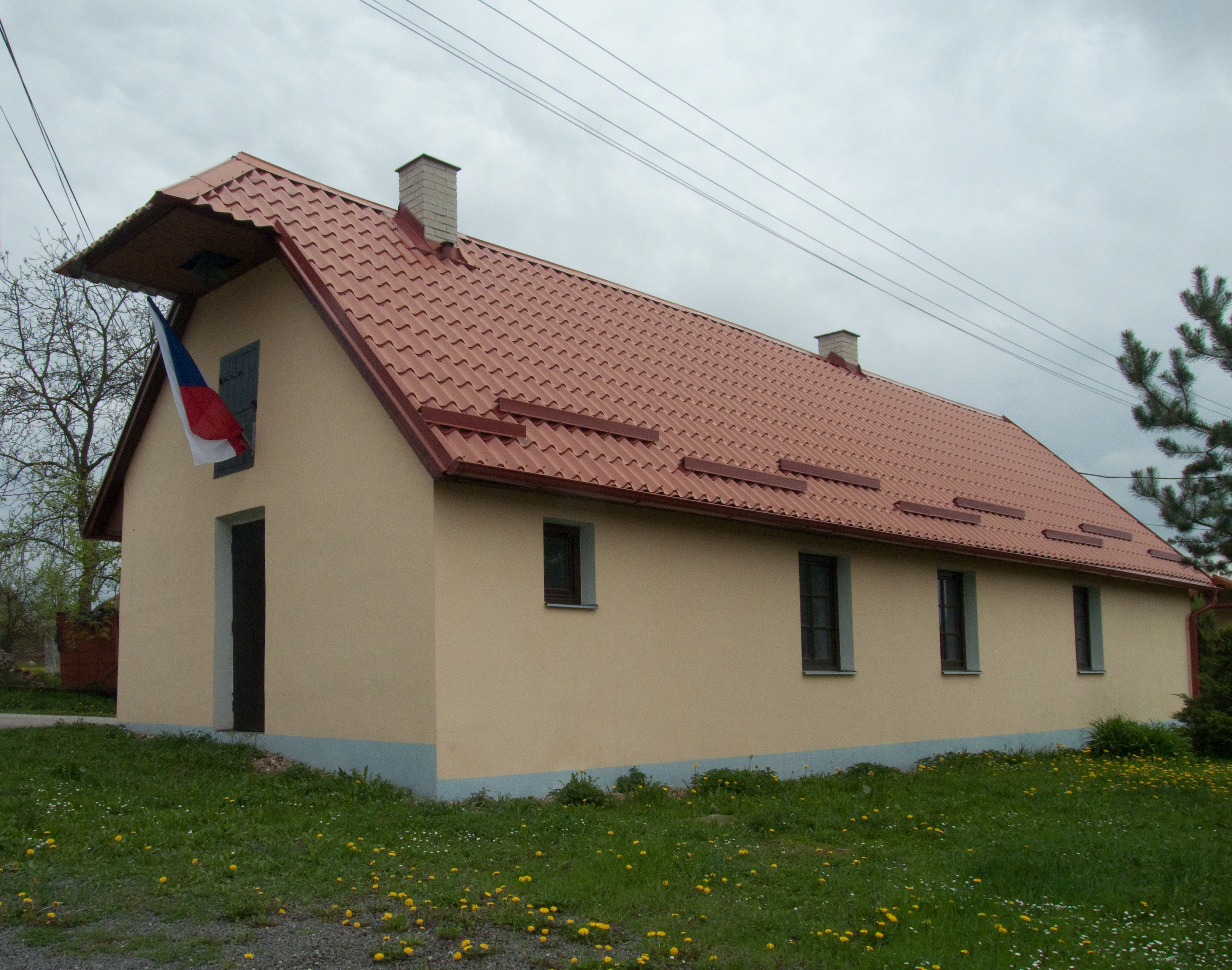
Gemeindeamt Košín
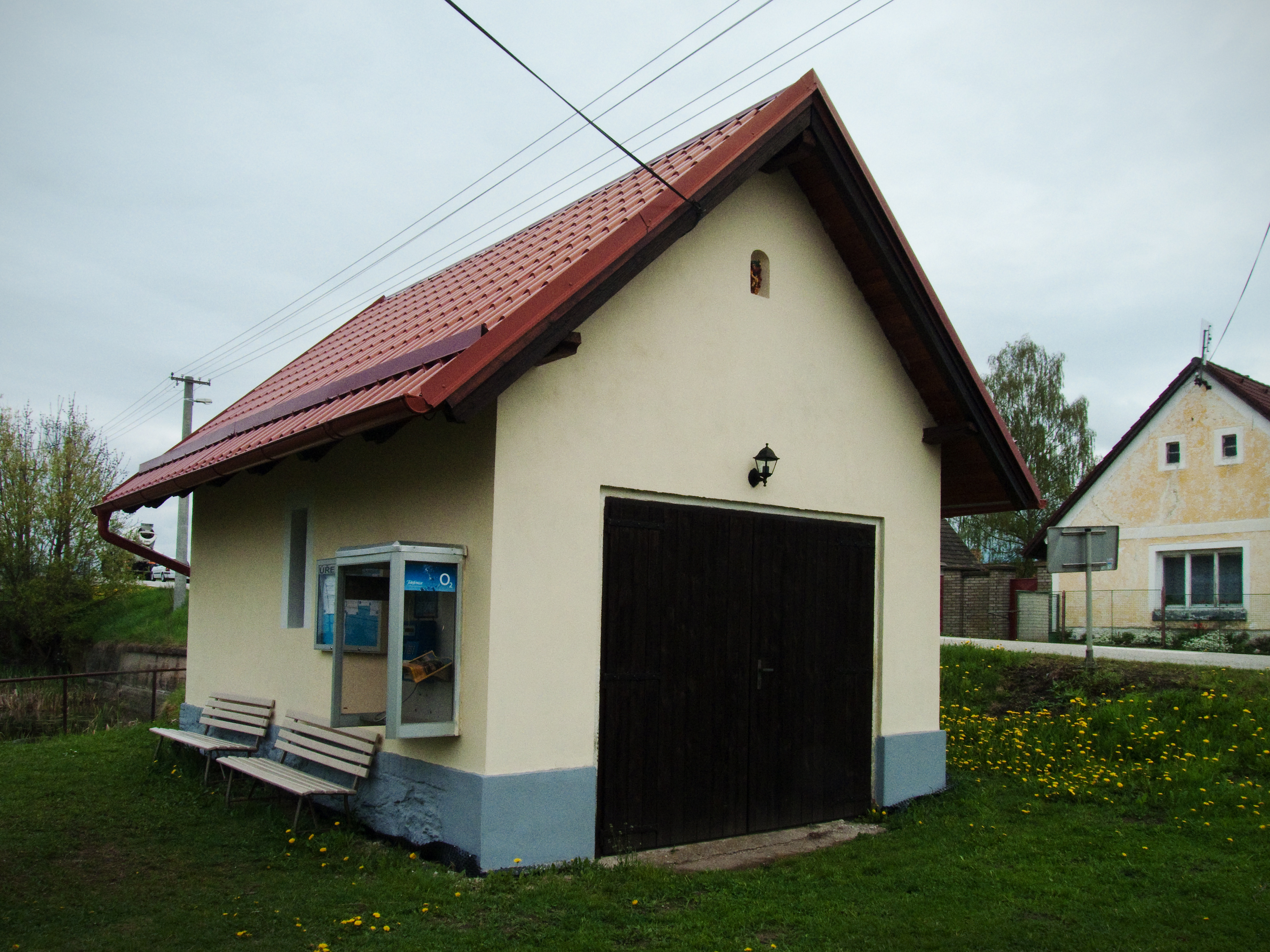
Feuerwehrwache in Košín